# Гуменіська, Аксіопольська і Полікастрська митрополія
Гуменіська, Аксіопольска і Полікастрська митрополія ( грец. Ιερά Μητρόπολη Γουμενίσσης, Αξιουπόλεως και Πολυκάστρου - єпархія «Нових Земель» Елладської православної церкви. Як і інші єпархії «Нових Земель» має також формальне підпорядкування Константинопольському патріархату.
Єпархія була утворена в 1991 році шляхом виділення з Поліанійскої і Кілкісійської митрополії. Центром єпархії є місто Гуменіса в Греції. Є архієрейські намісництва в Аксьюполісі і Полікастроні.

## Єпископи
- Димитрій (Бекяріс) (з 10 вересня 1991) [1]

## Монастирі
- Монастир Святих Рафаїла, Миколи та Ірини (чоловічий)